# Whitbourne (Terra Nova e Labrador)
Whitbourne é uma pequena cidade localizada na Península de Avalon, na província de Terra Nova e Labrador, Canadá. A cidade possui 930 habitantes, segundo o censo de 2001. O número de habitantes, assim como sua economia, vem decrescendo desde a década de 1910. Contrariando as outras cidades da Península de Avalon, que são costeiras, Whitbourne fica no interior da península. 
A cidade foi fundada em 1880 e ganhou seu nome em homenagem a Richard Whitbourne, um importante colonizador inglês. Whitbourne está localizada no centro de três possíveis rotas de visita da Península de Avalon. A capital da província, St. John's, fica a aproximadamente 60 km a nordeste de Whitbourne.